# Nuestra Visión
Nuestra Visión es un canal de televisión por suscripción católico venezolano de alcance semi continental fundado el 18 de noviembre de 2012 por iniciativa del comerciante zuliano Ángel Roberto Oliver con el apoyo de la Arquidiócesis de Maracaibo. Su sede se ubica en Maracaibo, estado Zulia; y lleva por lema: Vemos la esperanza. Si bien su temática es religiosa, está orientado a cualquier tipo de público.

## Historia
Los orígenes del canal Nuestra Visión datan de 1999, cuando el empresario zuliano Ángel Roberto Oliver solicitó ante la CONATEL una licencia para la instalación y operación de un canal de televisión abierto que transmitiría desde la Ciudad de Maracaibo. Dos años después, en 2001, el organismo oficial informó a Oliver que su petición había sido rechazada. Tras este hecho el empresario abandonó y dejó en el olvido su proyecto. Sin embargo, a finales de 2010 retomó su iniciativa, de la mano de la Arquidiócesis de Maracaibo, quien se mostró complacida ante la idea de Oliver.
Tras una larga serie de encuentros entre el comerciante y la institución eclesiástica, se encontraron múltiples coincidencias, e inició el proceso de equipamiento del canal, de forma austera pero entusiasta, con la participación de los fieles de diversas latitudes de Venezuela.
Finalmente el 18 de noviembre de 2012, en el marco de los festejos de la Virgen de Chiquinquirá, Santa Patrona de Maracaibo, el canal comenzó sus emisiones, a través de Internet. Su primer programa fue Gracias, Señor, una producción original que busca el reencuentro entre el espectador y el Señor.
Hasta este momento, en el haber de Nuestra Visión se encuentran más de 9,000 horas de producciones originales, entre noticiarios, programas de revista, infantiles, de entrevista y de conversación.
En la actualidad el canal busca hacerse de una frecuencia satelital para incrementar su alcance en la región hispanoamericana. Asimismo, está en pláticas con los canales EWTN de Estados Unidos y MaríaVisión de México, para el intercambio de producciones.

## Programas principales
- Mi fe en el Señor, programa de testimonios de fe, presentado por Lola Reyes, de lunes a viernes de 7 a 9 p. m.
- Nuestra Visión Noticias, noticiario sobre el catolicismo en Venezuela y el mundo, presentado por Elsa Ambriz y Antonio Montelongo, los viernes de 9 a 10 p. m.
- El camino de la fe, programa de reflexión, conducido por Esteban Avellaneda, emitido de lunes a viernes de 1 a 3 p. m.
- Nuestra vida es él, programa de conversaciones, conducido por Elsa Ambriz, de lunes a viernes de 3 a 3:30 p. m.
- #ConéctateConTuEspíritu, programa juvenil de revista, estelarizado por Marbella Rodríguez, Cristóbal Villegas, Anelle Tovar y Nelson Asprilla, emitido los sábados de 3 a 5 p. m. y los domingos a la misma hora.